# Radoeil
Radoeil of Raduil (Bulgaars: Радуил) is een dorp in het westen van Bulgarije. Het dorp is gelegen in de gemeente Samokov in de oblast Sofia. 

## Ligging
Het dorp Radoeil ligt in een bergachtig gebied, 50 km ten zuidoosten van Sofia, 117 km van Plovdiv, 9 km van de badplaats Borovets, 22 km van Samokov en 16 km van Kostenets. 

## Bevolking
Het dorp telde in december 2019 936 inwoners, een daling vergeleken met het maximum van 1.903 in 1946. Desalniettemin is het een van de grotere dorpen in de regio en het op een na grootste dorp in de gemeente Samokov: alleen Govedartsi is groter. 
|  |

De bevolking van het dorp Radoeil is vrij homogeen. Van de 1115 inwoners reageerden er 1105 op de optionele volkstelling van 2011. Van deze 1105 respondenten identificeerden 1100 personen zichzelf als etnische Bulgaren (99,5%), gevolgd door 5 ondefinieerbare respondenten (0,5%).
| Etniciteit   | Aantal | %     |
| ------------ | ------ | ----- |
| Bulgaren     | 1100   | 99,5% |
| Turken       | ...    | ...   |
| Roma         | ...    | ...   |
| Overig       | 5      | 0,5%  |
| Respondenten | 1105   |       |

In 2011 werden er 100 inwoners tot de leeftijd van 15 jaar geregistreerd (9%), terwijl er 284 65-plussers werden geteld (25,5%). De gemiddelde leeftijd van de permanente bevolking in het dorp is circa 48 jaar.

## Voorzieningen
In het dorp is een watervoorziening en een riolering aangelegd. De meeste straten en trottoirs zijn van asfalt en verhard. Sinds 1885 is er een basisschool in het dorp aanwezig.

## Afbeeldingen

De rivier de Maritsa
De oude kerk en de begraafplaats
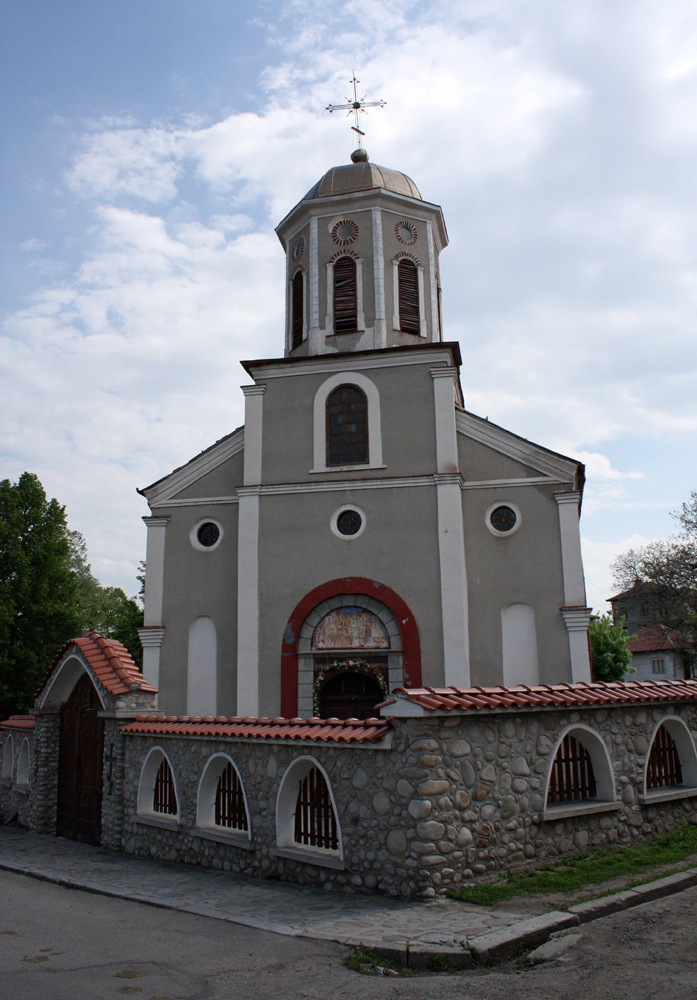
De nieuwe kerk 'Rozjdestvo na Presveta Bogoroditsa'
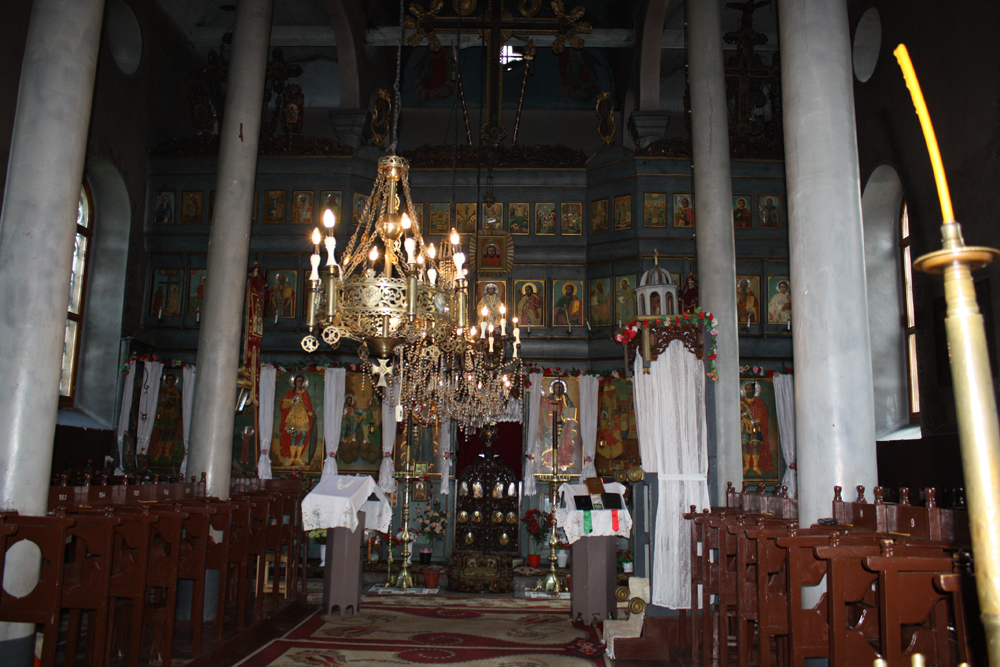
Het interieur van de kerk
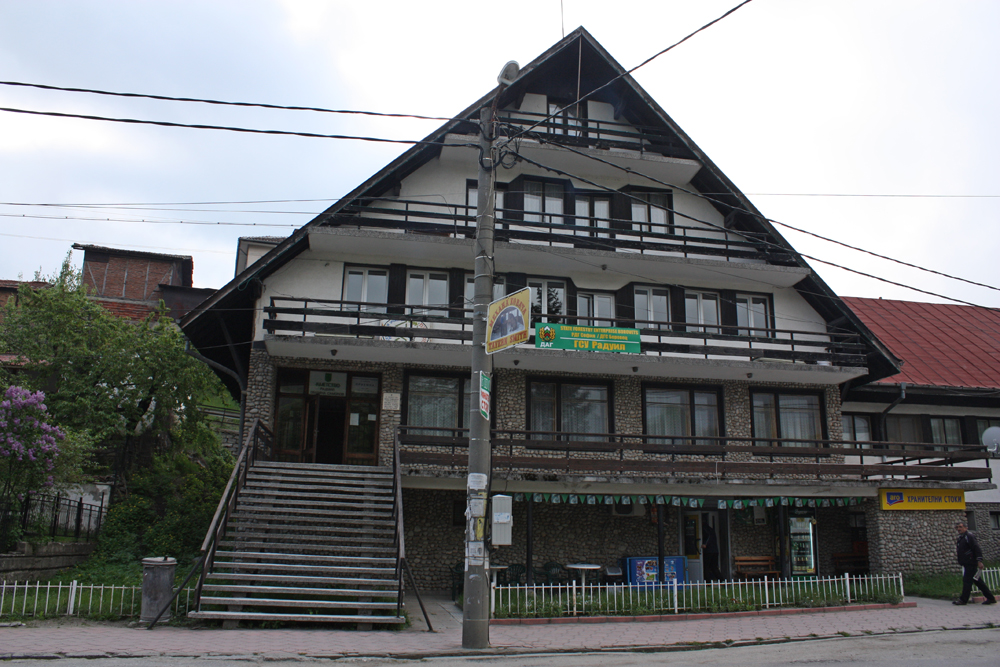
Het gemeenschapscentrum

Alino · Beltsjin · Beltsjinski Bani · Beli Iskar · Dolni Okol · Dospej · Dragoesjinovo · Goetsal · Gorni Okol · Govedartsi · Jarebkovitsa · Jarlovo · Klisoera · Kovatsjevtsi · Lisets · Madzjare · Mala Tsarkva · Maritsa · Novo Selo · Popovjane · Prodanovtsi · Radoeil · Rajovo · Relovo · Sjipotsjane · Sjiroki Dol · Samokov · Zlokoetsjene